# Topologie

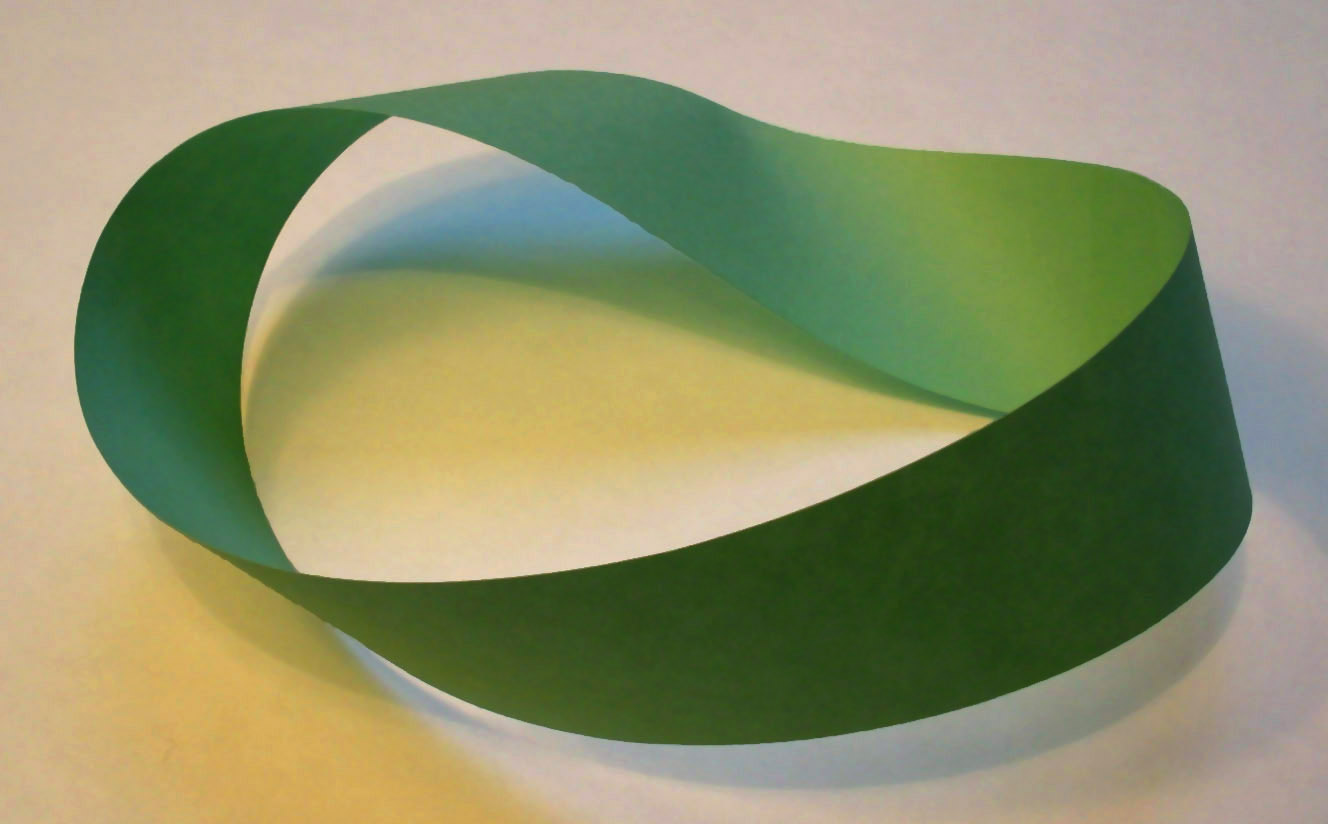
Möbiova páska, objekt, který má jen jednu hranu a jednu stranu. Takovýmito objekty se topologie zabývá.

Topologie (z řeckého topos – místo a logos – studie) je obor matematiky, opírající se o velmi obecný výklad pojmu prostor (topologický prostor). Studuje takové vlastnosti útvarů, které se nemění při oboustranně spojitých transformacích („blízké“ body se transformují opět v „blízké“ body).
V topologii nezáleží na geometrických vlastnostech, závislých na vzdálenosti, křivosti a podobně. Z hlediska topologie lze například v rovině považovat čtverec a kruh za rovnocenné, ale úsečku a kružnici nikoliv. Podle metod, kterými topologie studuje topologické útvary, se rozlišuje topologie algebraická (též kombinatorická) a topologie množinová.
Tento článek pojednává o vědě jménem topologie, která studuje topologické prostory. Pojmem topologie se však také označuje topologická struktura množiny: Je-li {\displaystyle (X,\tau )} topologický prostor, pak se {\displaystyle \tau } nazývá topologie na množině {\displaystyle X}.

## Historie

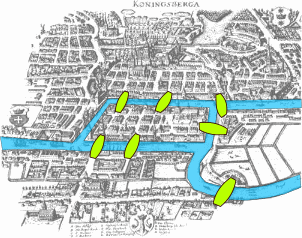
7 mostů v Königsbergu je známý Eulerův problém.

Topologie vznikla jako důsledek zkoumání některých problémů v geometrii. Článek Leonarda Eulera, ve kterém je popsán problém  sedmi mostů v Königsbergu, je považován za první topologický výsledek.
Termín „topologie“ vznikl v Německu. V roce 1847 ho Johann Benedict Listing použil ve svém článku Vorstudien zur Topologie poté, co jej již 10 let používal v korespondenci.
Moderní topologie nicméně nestaví na geometrii, ale teorii množin vytvořené Georgem Cantorem na konci 19. století. Cantor totiž kromě základních pojmů teorie množin zkoumal i množiny bodů v euklidovských prostorech jako součást svého výzkumu Fourierových řad.
Henri Poincaré ve své publikaci Analysis Situs roku 1895 zavedl pojmy homotopie a spojitá deformace a tím položil základy algebraické topologie.
V roce 1906 zavedl Maurice Fréchet ve snaze sjednotit práce Cantora a dalších pojem metrický prostor. Metrické prostory jsou dnes považovány za speciální případ topologických prostorů. V roce 1914 Felix Hausdorff zavedl pojem „topologický prostor“ (tehdy tím však nazýval to, co se dnes nazývá Hausdorffův prostor). Dnes se za „topologické prostory“ považují zobecnění Hausdorffových prostorů definované Kazimierzem Kuratowskim roku 1922.

## Úvod

Spojitá deformace (homotopie) hrníčku na pneumatiku (torus).

Topologické prostory se vyskytují ve většině odvětví matematiky. Tím se topologie stala jednou ze sjednocujících disciplín matematiky (tak jako třeba teorie kategorií). Obecná topologie studuje některé vlastnosti prostorů, například souvislost, kompaktnost a spojitost. Algebraická topologie potom využívá algebru, především grupy ke studiu topologických prostorů a zobrazení mezi nimi.
Motivací je fakt, že mnoho geometrických problémů nezávisí na přesném tvaru objektů, ale jen na vztazích, které mezi sebou objekty mají. Například kružnice a čtverec (čtverec braný jako jeho hranice bez vnitřku) mají některé společné vlastnosti: Jsou to jednodimenzionální objekty (z topologického pohledu) a dělí plochu na dvě části.
Jeden z prvních topologických článků napsal Leonhard Euler. Ukázal, že není možné najít cestu v Königsbergu, tak aby procházela přes každý z tamních sedmi mostů právě jednou. Důkaz byl nezávislý na délce mostů a na vzdálenostech mezi nimi. Důležité bylo jen to, které ostrovy mosty spojují. Zobecnění tohoto problému dalo základ dalšímu odvětví matematiky, teorii grafů.
Když chceme abstrahovat od přesných vzdáleností, nutně musíme najít vlastnosti, na kterých je řešení problému závislé. Tím dojdeme k pojmu topologicky ekvivalentní.
Intuitivně řečeno jsou dva prostory topologicky ekvivalentní, pokud může být jeden deformován na druhý, aniž by se při tom roztrhl nebo spojil. Obrázek vpravo ukazuje, jak lze tímto způsobem deformovat hrníček na pneumatiku.

## Hlavní výsledky obecné topologie
- Každý konečný uzavřený interval v {\displaystyle \mathbb {R} } je kompaktní. Dokonce platí, že každý podprostor {\displaystyle \mathbb {R} ^{n}} je kompaktní, právě když je uzavřený a omezený.
- Spojitý obraz kompaktního prostoru je kompaktní.
- Tichonovova věta: Jakýkoli součin kompaktních prostorů je kompaktní.
- Urysohnova metrizační věta: Každý topologický regulární prostor se spočetnou bází je indukovaný metrikou.
- Pokud jsou otevřeně množiny {\displaystyle U\subset \mathbb {R} ^{n}} a {\displaystyle V\subset \mathbb {R} ^{m}} homeomorfní, tak n=m (t.j. dimenze je topologický pojem)
- Kompaktní podprostor Hausdorffova prostoru je uzavřený.